# كازينو رويال (فلم 1967)
كازينو رويال (بالإنجليزية: Casino Royale) هو فيلم كوميدي تم إنتاجه في بريطانيا وصدر في سنة 1967. من بطولة ديفيد نيفن. وهو أحد سلسلة أفلام جيمس بوند.

## القصة
السير جيمس بوند 007، وهو الجاسوس البريطاني الأسطوري الذي تقاعد من الخدمة السرية منذ 20 عامًا، والتي زاره رئيسة القسم MI6 البريطانية M، وممثل وكالة المخابرات المركزية رانسوم، وممثل المخابرات الروسية سميرنوف، وممثل المكتب الثاني لو غراند. قاموا جميعهم بالطلب من بوند الخروج من التقاعد للتعامل مع SMERSH الذين تم القضاء على وكلاء: بوند تزدري كل طلبهم. عندما تواصل بوند على الوقوف بحزم، يتم إتلاف قصره في هجوم بقذائف المورتر على أوامر من M، الذي هو، ومع ذلك، قتل في الانفجار.
السندات يسافر إلى اسكتلندا للعودة رفات M إلى أرملة ثكلى، سيدة فيونا McTarry. ومع ذلك، تم استبدال حقيقي سيدة وفيونا التي كتبها SMERSH وكيل ميمي. بقية الأسرة قد تم استبدال بالمثل، مع الهدف SMERSH لتشويه سمعة بوند من خلال تدمير له «صورة عازب». محاولات من قبل سرب من الجمال لإغواء بوند تفشل ولكن ميمي / سيدة فيونا يصبح معجبا جدا مع بوند أنها تتغير الولاءات ويساعد على السندات لاحباط مؤامرة ضده. في طريق عودته إلى لندن، بوند ينجو من محاولة أخرى لاغتياله.
ديفيد نيفن كما بوند وباربرا بوشيه ملكة جمال Moneypenny
يتم الترويج السندات لرئيس MI6. أن يتعلم أن العديد من عملاء بريطانيين في جميع أنحاء العالم وقد تم القضاء من قبل جواسيس العدو بسبب عدم قدرتهم على مقاومة الجنس. وقال السندات أيضا أن 'مهووس بالجنس "الذي نال اسم" جيمس بوند "عندما بوند الأصلية المتقاعد قد ذهب إلى العمل في التلفزيون. ثم الأوامر التي سيتم تسمية جميع وكلاء MI6 المتبقية "جيمس بوند 007"، إلى الخلط بين SMERSH. انه يخلق أيضا برنامج صارم لتدريب وكلاء الذكور لتجاهل سحر المرأة. Moneypenny تجند "القفص"، وهو خبير الكاراتيه الذي يبدأ التدريب على مقاومة النساء مغر: انه كما يلتقي وكيل الغريبة المعروفة باسم الحاجز.
السندات ثم يستأجر نجمة المساء ليند، وتحول وكيل متقاعد المليونير، لتوظيف خبير القمار إيفلين تريمبل، الذي كان ينوي استخدامها للتغلب على وكيل SMERSH لو Chiffre. وبعد أن اختلس المال SMERSH، ولو Chiffre هو في أمس الحاجة إلى المال لتغطية ما يصل سرقة له قبل أن يتم إعدامه.
متابعة لديه أدنى فكرة من وكيل ميمي، بوند يقنع ابنته المبعدة ماتا بوند للسفر إلى برلين الشرقية التسلل مساعدة الأمهات الدولية "، ومدرسة للجواسيس هذا هو عملية تغطية SMERSH. ماتا يكشف عن خطة لبيع الصور المساومة من القادة العسكريين من الولايات المتحدة والاتحاد السوفيتي والصين وبريطانيا الكبرى في "مزاد الفن"، مخطط آخر لو Chiffre تأمل في استخدامها لجمع المال: ماتا يدمر الصور. الخيار الوحيد المتبقي لو Chiffre هو جمع المال عن طريق اللعب القمار.
ترتعش يصل إلى رويال كازينو يرافقه يند، الذي تحبط محاولة لتعطيل له من قبل وكيل SMERSH مغر ملكة جمال Goodthighs. في وقت لاحق من تلك الليلة، تريمبل يلاحظ لو Chiffre اللعب في الكازينو ويدرك أنه باستخدام النظارات الشمسية الأشعة تحت الحمراء للغش. يند يسرق النظارات الشمسية، والسماح إيفلين للفوز في نهاية المطاف لو Chiffre في لعبة القمار. وخطف ليند على ما يبدو خارج الكازينو، وخطف تريمبل أيضا في الوقت الذي تواصل لها. لو Chiffre، يائسة للتحقق الفوز، يعذب hallucinogenically تريمبل. يند ينقذ تريمبل، فقط لقتله في وقت لاحق. وفي الوقت نفسه، وكلاء SMERSH مداهمة قاعدة لو Chiffre وقتله لفشله.
في لندن، وخطف ماتا بوند التي كتبها SMERSH في الصحن الطائر العملاق، والسير جيمس وMoneypenny السفر إلى كازينو رويال لإنقاذها. يكتشفون أن كازينو يقع على قمة المقر السري العملاقة التي تديرها الشر الدكتور نوح، الذي تبين أن السير جيمس ابن شقيق جيمي بوند. جيمي بوند يترك سرا MI6 لاعيب لSMERSH للقيام بدور جديد من قتل الجواسيس. جيمي يكشف عن أنه يخطط لاستخدام الأسلحة البيولوجية لجعل جميع النساء جمالا وقتل جميع الرجال أكثر من 4 أقدام و 6 بوصة (1.37 متر) طويل القامة، وترك له باسم «الرجل الكبير» الذي يحصل جميع الفتيات. جيمي قد استولت بالفعل الحاجز، ويحاول أن يقنعها أن يكون شريك له. انها توافق، ولكن فقط لخداع له في البلع واحد من «حبوب الوقت ذرية»، وتحول له إلى «قنبلة ذرية المشي».
السير جيمس، Moneypenny، ماتا والقفص يتمكن من الهرب من خلية ومحاربة طريق عودتهم إلى مكتب مدير كازينو حيث يضع السير جيمس ليند هو عميل مزدوج. ثم يتم تجاوز الكازينو من قبل عملاء سريين وتستتبعه معركة. الدعم الأميركي والفرنسي يصل، ولكن فقط إضافة إلى الفوضى. في نهاية المطاف، ينفجر حبوب منع الحمل الذرية جيمي، وتدمير كازينو رويال مع الجميع في الداخل. السير جيمس وجميع وكلاء له ثم تظهر في السماء، ويظهر جيمي بوند تنازلي إلى الجحيم.

## الميزانية والإيرادات
بلغت تكلفة إنتاج الفيلم حوالي 12 مليون دولار بينما حقق أرباحا تقدر بـ 41.7 مليون دولار.

## وصلات خارجية
- مقالات تستعمل روابط فنية بلا صلة مع ويكي بيانات